# Victor Herbert Melodies, Vol. 1
Victor Herbert Melodies, Vol. 1 (pełny tytuł: Decca Presents A Collection Of Victor Herbert Melodies, Volume One) – album studyjny zawierający pięć płyt gramofonowych o prędkości 78 obr./min nagranych przez Binga Crosby’ego, Frances Langford, Rudy’ego Vallee, Florence George i Victora Younga z orkiestrą, wydany w 1939 roku. Nagrania zostały wykonane w grudniu 1938 roku przez wytwórnię Decca Records. Po albumie pojawiła się kontynuacja: Victor Herbert Melodies, Vol. 2, lecz to wydanie uznawane jest za kompilację.

## Lista utworów
Autorem wszystkich piosenek jest Victor Herbert.
Te nowo wydane utwory znalazły się na albumie z 5 płytami o prędkości 78 obr./min, Decca Album No. A-38.
Płyta 1: (2315)
1. „Ach! Sweet Mystery of Life”, nagrany 2 grudnia 1938 roku przez Binga Crosby’ego
2. „Sweethearts”, nagrany 2 grudnia 1938 roku przez Binga Crosby'ego

Płyta 2: (2316)
1. „I'm Falling In Love with Someone”, nagrany 9 grudnia 1938 roku przez Binga Crosby'ego i Frances Langford
2. „Gypsy Love Song”, nagrany 9 grudnia 1938 roku przez Binga Crosby'ego i Frances Langford

Płyta 3: (2317)
1. „Italian Street Song”, nagrany 17 grudnia 1938 roku przez Florence George
2. „Selection from The Fortune Teller”, nagrany 13 grudnia 1938 roku przez Victora Younga i jego orkiestrę

Płyta 4: (2318)
1. „Toyland”, nagrany 17 grudnia 1938 r. przez Rudy’ego Vallée
2. „March of the Toys”, nagrany 13 grudnia 1938 roku przez Victora Younga i jego orkiestrę

Płyta 5: (2319)
1. „Indian Summer”, nagrany 13 grudnia 1938 roku przez Victora Younga i jego orkiestrę
2. „Yesterthoughts”, nagrany 13 grudnia 1938 roku przez Victora Younga i jego orkiestrę